# السلطانة نعيمة
السلطانة نعيمة (5 أغسطس 1876م - 1944م) هي ابنة السلطان عبد الحميد الثاني سلطان الدولة العثمانية من زوجته بيدار قادين. وُلدت في قصر دولمة باهجة في مدينة إسطنبول في سنة 1876م. تزوجت «كمال الدين باشا بن عثمان باشا» سنة 1898م، ثم طُلقت منه، وتزوجت في سنة 1904م «إشقودرالي جلال الدين باشا» وغادرت بلادها إلى ألبانيا وتوفيت أرملة هناك.